# 帕德马普尔
20°59′50″N 83°03′56″E / 20.9973378°N 83.065668°E
帕德马普尔（Padmapur），是印度奥里萨邦Bargarh县的一个城镇。总人口15438（2001年）。

## 人口
该地2001年总人口15438人，其中男性7848人，女性7590人；0—6岁人口1840人，其中男947人，女893人；识字率69.10%，其中男性为77.73%，女性为60.18%。